# Térence Atmane
Térence Atmane (Boulogne-sur-Mer, 9 gennaio 2002) è un tennista francese.
Ha vinto in singolare alcuni tornei nei circuiti minori e nel circuito maggiore ha raggiunto la semifinale al Masters 1000 del Cincinnati Open 2025, mentre nei tornei del Grande Slam non è mai andato oltre il primo turno; il suo miglior ranking ATP è stata la 69ª posizione nell'agosto 2025. In doppio non ha conseguito risultati di rilievo e dal 2022 gioca esclusivamente in singolare.

## Carriera

### Tra gli juniores
Tra gli juniores ha giocato nell'ITF Junior Circuit tra il 2017 e il 2020, vincendo solo alcuni tornei minori. Nelle prove juniores del Grande Slam ha raggiunto i quarti in doppio all'Open di Francia 2020 e quello stesso anno ha raggiunto il 20º posto nel ranking mondiale di categoria.

### 2019-2022: inizi e primi titoli ITF
Fa la sua prima apparizione tra i professionisti nel 2019 in un torneo ITF sudafricano, l'anno successivo inizia a giocare con continuità e sin dagli inizi si distingue in singolare. Nel maggio 2022 esordisce nell'ATP Challenger Tour e il mese successivo arriva il primo titolo in carriera in un torneo ITF M15 di Monastir. Nel prosieguo della stagione vince altri due tornei M15 e a novembre il primo ITF M25 a Candia.

### 2023: primi titoli Challenger, esordio nel circuito ATP e 132º nel ranking
Disputa per la prima volta le qualificazioni in una prova del Grande Slam all'Open di Francia 2023 e viene eliminato al primo incontro, mentre agli US Open vince il primo match di qualificazione e perde il secondo. A settembre alza il primo trofeo Challenger con il successo sul bielorusso Mikalai Haliak nella finale di Zhangjiagang. Due settimane più tardi vince anche l'ATP Challenger Guangzhou di Canton e quello stesso mese debutta nell'ATP Tour con una sconfitta al primo turno dello Zhuhai Open. A ottobre supera le qualificazioni allo Shanghai Masters, vince il suo primo incontro nel circuito maggiore eliminando in tre set il nº 62 del mondo Jordan Thompson ed esce di scena al secondo turno. Con questi risultati porta il miglior ranking alla 132ª posizione mondiale.

### 2024: esordio in un torneo del Grande Slam, terzo turno al Masters 1000 romano e 118º nel ranking
Supera per la prima volta le qualificazioni nel Grande Slam agli Australian Open 2024. All'esordio nel tabellone principale il sorteggio lo mette di fronte al nº 3 del mondo e futuro finalista Daniil Medvedev, vince a sorpresa il primo set, perde i due successivi e si ritira nel corso del quarto. A marzo riprende l'ascesa nel ranking raggiungendo i quarti di finale al Challenger 175 di Phoenix. Agli Internazionali d'Italia supera le qualificazioni e raggiunge per la prima volta il terzo turno nel circuito maggiore, viene eliminato da Grigor Dimitrov dopo le prestigiose vittorie su Christopher Eubanks e sul nº 29 ATP Lorenzo Musetti, che si ritira dopo aver perso il primo set. A luglio perde la finale al Challenger di Granby e sale al 118º posto mondiale. Nella trasferta cinese non ripete i successi Challenger del 2023 e perde molte posizioni, anche se conferma il secondo turno raggiunto allo Shanghai Masters e cede dopo due tie-break contro il nº 4 del mondo Taylor Fritz.

### 2025: semifinale a Cincinnati, due titoli Challenger e top 70
Continua a perdere posizioni con i deludenti risultati di inizio 2025. Il primo successo stagionale arriva ad aprile con la conquista del primo titolo Challenger 125 al Busan Open, nella cui finale supera in due set Adam Walton. Si ripete al Challenger 75 di Canton battendo in finale Tristan Schoolkate. Esce al primo turno al Roland Garros e nelle qualificazioni a Wimbledon. Torna a mettersi in luce al Cincinnati Open, dove parte dalle qualificazioni e raggiunge a sorpresa, per la prima volta in un torneo Masters 1000, ottavi, quarti e semifinale, battendo di seguito il nº 17 del mondo Cobolli, l'emergente Fonseca, il nº 4 Fritz e il nº 9 Rune; perde in due set contro Jannik Sinner e a fine torneo fa il suo ingresso in top 100, alla 69ª posizione.

## Statistiche

### Tornei minori

#### Singolare

##### Vittorie (9)
| Legenda tornei minori |
| Challenger (4)        |
| ITF (5)               |

| N. | Data              | Torneo                                | Superficie  | Avversario in finale | Punteggio        |
| 1. | giugno 2022       | M15 Monastir, Monastir                | Cemento     | Cyril Vandermeersch  | 6-3, 7-6(4)      |
| 2. | giugno 2022       | M15 Monastir, Monastir                | Cemento     | Cyril Vandermeersch  | 6-2, 6-2         |
| 3. | ottobre 2022      | M15 Sharm el-Sheikh, Sharm el-Sheikh  | Cemento     | Kris Van Wyk         | 6-3, 6-4         |
| 4. | novembre 2022     | M25 Heraklion, Candia                 | Cemento     | Daniel Cukierman     | 6-3, 2-6, 6-4    |
| 5. | marzo 2023        | M15 Anapoima, Anapoima                | Terra rossa | Emilien Voisin       | 6-3, 6-2         |
| 6. | 3 settembre 2023  | Zhangjiagang Challenger, Zhangjiagang | Cemento     | Mikalai Haliak       | 6-1, 6-2         |
| 7. | 16 settembre 2023 | ATP Challenger Guangzhou, Canton      | Cemento     | Marc Polmans         | 4-6, 7-6(7), 6-4 |
| 8. | 20 aprile 2025    | Busan Open, Busan                     | Cemento     | Adam Walton          | 6-3, 6-4         |
| 9. | 4 maggio 2025     | Guangzhou Challenger, Canton          | Cemento     | Tristan Schoolkate   | 6-3, 7-6(4)      |

##### Sconfitte in finale (6)
| Legenda tornei minori |
| Challenger (1)        |
| ITF (4)               |

| N. | Data           | Torneo                         | Superficie | Avversario in finale | Punteggio        |
| 1. | febbraio 2022  | M15 Monastir, Monastir         | Cemento    | Francesco Passaro    | 6(3)-7, 2-6      |
| 2. | marzo 2022     | M15 Monastir, Monastir         | Cemento    | Lucas Catarina       | 4-6, 1-6         |
| 3. | marzo 2022     | M15 Monastir, Monastir         | Cemento    | Alexander Donski     | 2-6, 7-5, 3-6    |
| 4. | novembre 2022  | M15 Heraklion, Candia          | Cemento    | Alec Deckers         | 4-6, 2-6         |
| 5. | 27 luglio 2024 | Championnats de Granby, Granby | Cemento    | Bu Yunchaokete       | 3-6, 7-6(7), 4-6 |

### Vittorie contro giocatori top 10
| Anno     | 2025 | Totale |
| -------- | ---- | ------ |
| Vittorie | 2    | 2      |

| #    | Giocatore    | Rank | Evento                      | Superficie | Turno | Punteggio     |
| ---- | ------------ | ---- | --------------------------- | ---------- | ----- | ------------- |
| 2025 |              |      |                             |            |       |               |
| 1.   | Taylor Fritz | 4    | Cincinnati Open, Cincinnati | Cemento    | 4T    | 3–6, 7–5, 6–3 |
| 2.   | Holger Rune  | 9    | Cincinnati Open, Cincinnati | Cemento    | QF    | 6–2, 6–3      |